# Панайот Ляков
Панайот Борисов Ляков е български политик, журналист и анализатор. Член на Съюза на демократичните сили, а по-късно участник в създаването на „Демократи за силна България“. Народен представител в XXXVIII и XXXIX народно събрание.

## Биография

### Семейство
Роден е на 14 октомври 1948 година в Пазарджик, в семейството на Лоти Германова и Борис Ляков от Ресен. Баща му се преселва в България, в Пазарджик при леля си Захарина Димитрова и и съпруга ѝ фармацевта Панайот Димитров. Осиновен от тях, Борис Ляков става фармацевт и филателист.
Панайот Ляков е женен и има двама синове: Борис и Константин. Съпругата му Валерия е инженер и му партнира в бизнеса. След оттегляне от политическата дейност живее и работи в Пазарджик.

### Образование
Начално и основно образование Панайот Ляков получава в Народно основно училище „Георги Димитров“, след което завършва Втора политехническа гимназия „Константин Величков“ в Пазарджик (1966) със сребърен медал за показани знания и примерно поведение.
Продължава образованието си във Висшия машинно-електротехнически институт (днес Технически университет) в София и през 1973 г. завършва специалността „Инженер по автоматика“. През 2004 г. инж. Панайот Ляков се дипломира и в Нов български университет (НБУ) като магистър по администрация и управление. През 2008 г. той защитава докторска дисертация в НБУ на тема „Конкуретноспособност на политическите организации чрез управление и развитие на същностните им компетенции“.

### Професионална дейност
В периода от 1973 до 1981 г. Панайот Ляков работи в Металургичния комбинат„Кремиковци“ като майстор по електрооборудване, ръководител на лаборатория и началник цех. През 1975 – 1976 г. отбива военна служба в Школата за запасни офицери в Шумен и поделение 85480 в с. Божурище, Софийско.
От 1981 до 1991 г. е журналист във вестник „Орбита“. Последователно е репортер, редактор, завеждащ отдел, отговорен секретар и директор след приватизирането на вестника.
От 1992 г. се занимава с частен бизнес. Като представляващ ЕФ „Ляков и С-ие“ Панайот Ляков сключва договор с екип от специалисти социолози и финансира социологически изследвания за населението на Пазарджик и общината през 1994 и 1995 г.
В периода 1995 – 2007 г. е съдружник в „Оберон“ ООД – Радио „ХОТ ФМ“ – Пазарджик.

### Политическа кариера
От 1993 г. е говорител, а по-късно и председател на Координационния съвет на СДС в Пазарджик. На местните избори през октомври 1995 г. СДС в състава на коалицията Обединени демократични сили издига кандидатурата му за кмет на община Пазарджик. Достига до балотаж, на втория тур губи от кандидата на БСП Слави Генов. От 1995 до 2001 г. работи в структурите на СДС като председател на Общинското събрание, Общинския и Регионалния съвет на СДС.
В периода 1997 – 2005 г. Панайот Ляков е народен представител в ХХХVІІІ и ХХХІХ НС (ПГ на СДС и ПГ на ДСБ). Член е на Комисията по медиите в ХХХVІІІ и ХХХІХ НС и заместник-председател на Комисията по гражданското общество в ХХХІХ НС.
Панайот Ляков е един от най-активните народни представители и единственият, изготвил отчет за дейността си като депутат. През цялото време публикува различни по жанр материали – информации, очерци, памфлети, пародии, размисли. Негови публикации са помествани във вестниците „Орбита“, „Демокрация“, „Знаме“, „Виделина“, „Сега“ и други.
След загубата на ОДС на парламентарните избори през 2001 г. Панайот Ляков подава оставка от всички политически постове. През 2004 г. прекратява членството си в СДС и се включва в създаването на партия „Демократи за силна България“ (ДСБ). Напуска ДСБ през 2006 г. Кандидат от коалиция „Ние, гражданите“ за народен представител през 2021 г.
През 2005 г., участва в конкурс за обществен посредник (омбудсман) на Пазарджишката община.
От 1995 до 1996 г. е президент на Ротари клуб – Пазарджик.

### Благотворителност
Панайот Ляков е известен с благотворителните си прояви. Прави парични дарения за регистрацията на Фондация „Илия Минев“ – Пазарджик,в която членува и от 2009 г. е неин председател.
Дарява за построяването на паметник на жертвите на комунистическия режим. Подпомага с парични суми изграждането на църковен арменски храм в Пазарджик, дружествата на инвалидите и военноинвалидите в Пазарджик, Дарява компютърна конфигурация на СУ “Св. св. Кирил и Методий” – Сърница, книги на Образцово народно читалище „Будилник“ – Ракитово и други. Предава в Държавен архив - Пазарджик изключително ценни материали от края на ХІХ век, свързани с негови близки и родственици, съдържащи оригинални документи и сведения, илюстриращи обществено-политическия живот, социалното подпомагане, здравеопазването и благоустрояването на Пазарджик до 40-те години на ХХ век. По-късно предава и архива на Фондация „Илия Минев“.

## Книги
- „Партиите – компетентни или мъртви“ (2007), Пазарджик, Първа частна печатница-Пазарджик, 159 с.[15]
- „Модерните партии – картел или алианс“ (2008), Пазарджик, изд. „Беллопринт“, 111с.[16]
- „Синият идиот“ (2010),  Пазарджик, изд. „Беллопринт“, 70 с.[17]
- „Кой уби СДС? История на очевидец“ (2016) Пазарджик, изд. „Беллопринт“, 70 с.[18]
- „Второто убийство на Стамболов“ (2016) Пазарджик, изд. „Беллопринт“, 70 с. [19]